# Личинкоїд пурпуровий

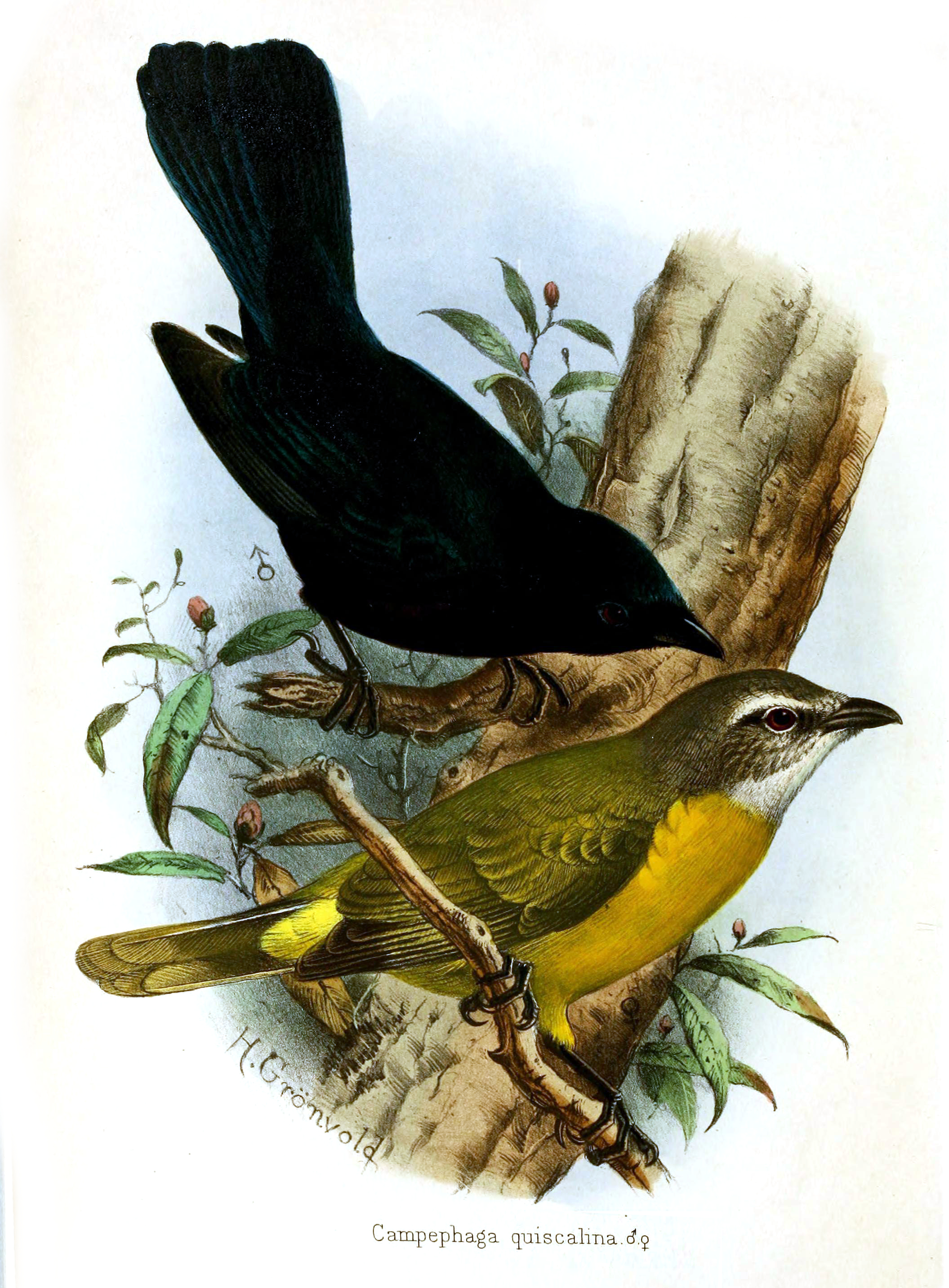
Пурпурові личинкоїди (самець і самиця)

Личинкоїд пурпуровий (Campephaga quiscalina) — вид горобцеподібних птахів родини личинкоїдових (Campephagidae). Мешкає в Африці на південь від Сахари.

## Підвиди
Виділяють три підвиди:
- C. q. quiscalina Finsch, 1869 — від Гвінеї і Сьєрра-Леоне до північної Анголи;
- C. q. martini Jackson, FJ, 1912 — від Південного Судану і західної Кенії до сходу ДР Конго і Замбії;
- C. q. muenzneri Reichenow, 1915 — східна Танзанія.

## Поширення і екологія
Пурпурові личинкоїди живуть у вологих рівнинних і гірських тропічних лісах та в сухих тропічних лісах на висоті від 1000 до 2000 м над рівнем моря.